# 朴昌和
朴昌和（韓語：박창화；1889年—1962年），号南堂，韩国在野史家，留下花郎世记抄本。
1930年代-1940年代，朴昌和在日本宮內廳图书馆（宮內廳書陵部）工作。1940代后期至1950年代初住在忠清北道槐山郡。1989年在釜山发现了朴昌和抄写的《花郎世记》。之后，韩国史学界就展开花郎世记真伪争论。一方面认为，《花郎世记》抄本是朴昌和是发挥出色的历史想象力的小说作品，另一方面则认为《花郎世记》抄本就是一千三百年前新罗人金大问所写的《花郎世记》。